# ويليام أ. كونواي
ويليام أ. كونواي (بالإنجليزية: William A. Conway)‏ هو مصرفي أمريكي، ولد في 16 أبريل 1910 في نيوآرك في الولايات المتحدة، وتوفي في 31 مارس 2006.